# Pseudochthonius brasiliensis
Pseudochthonius brasiliensis är en spindeldjursart som beskrevs av Beier 1970. Pseudochthonius brasiliensis ingår i släktet Pseudochthonius och familjen käkklokrypare. Inga underarter finns listade i Catalogue of Life.